# 前田義晃
前田 義晃（まえだ よしあき、1970年〈昭和45年〉4月4日 - ）は、日本の実業家。北海道網走市出身。NTTドコモ代表取締役社長兼CEO（最高経営責任者）。

## 経歴
小学6年生の頃から北海道札幌市に在住し、北海道大学法学部を卒業後、1994年にリクルートに入社。同社のネットワークインテグレーション事業部やマーケティングシステム事業部に従事した後、2000年にNTTドコモに入社。
同社では主にiモードやdポイント等のサービスに携わり、スマートコミュニケーションサービス部長やスマートライフビジネス本部コンシューマビジネス推進部長等を経た後、2017年には執行役員、2020年には常務執行役員マーケティングプラットフォーム本部長に就任した。その他、タワーレコードの代表取締役やD.N.ドリームパートナーズの職務執行者、上場しているオールアバウトを含む複数社の取締役等を歴任した。
2022年6月21日には、同社の代表取締役副社長に就任し、同年7月1日には、新たに新設されたスマートライフカンパニー（2024年7月1日に営業本部と統合し、コンシューマサービスカンパニーに名称変更）のカンパニー長に就任した。
2024年6月14日には、井伊基之の後任として同社の代表取締役社長兼CEOに就任した。NTTグループの生え抜きではない人物が社長に就くのは史上初めて。

## 担当作品
- 海賊とよばれた男（2016年、製作）
- 22年目の告白 -私が殺人犯です-（2017年、製作）
- 覆面系ノイズ（2017年、製作）